# Pavetta erlangeri
Pavetta erlangeri är en måreväxtart som beskrevs av Cornelis Eliza Bertus Bremekamp. Pavetta erlangeri ingår i släktet Pavetta och familjen måreväxter.
Artens utbredningsområde är Etiopien. Inga underarter finns listade i Catalogue of Life.